# Marathon van Zürich 2006
De marathon van Zürich 2006 vond plaats op zondag 9 april 2006 in Zürich. Bij de mannen won de Ethiopiër Tesfaye Eticha in 2:12.39 en bij de vrouwen won de Russische Jelena Tichonova in 2:39.52.
In totaal finishten 5054 atleten de wedstrijd waarvan 925 vrouwen.

## Uitslagen

### Mannen
| rang   | naam             | land | tijd    |
| ------ | ---------------- | ---- | ------- |
| Goud   | Tesfaye Eticha   | ETH  | 2:12.39 |
| Zilver | Alfonse Yatich   | KEN  | 2:12.54 |
| Brons  | Lucian Hombo     | TAN  | 2:18.13 |
| 4      | John Rotich      | KEN  | 2:18.44 |
| 5      | Alexei Khoklov   | RUS  | 2:18.54 |
| 6      | Francis Kakui    | KEN  | 2:20.48 |
| 7      | Phillip Muia     | KEN  | 2:21.00 |
| 8      | Alexei Veselov   | RUS  | 2:21.07 |
| 9      | Daudi Irunde     | TAN  | 2:21.11 |
| 10     | David Kosgei     | KEN  | 2:21.28 |
| 11     | Peter Mutisya    | KEN  | 2:22.36 |
| 12     | Paul Sumaye      | TAN  | 2:23.58 |
| 13     | Balthasar Sousa  | POR  | 2:24.44 |
| 14     | Philip Rist      | CAN  | 2:25.30 |
| 15     | Gerhard Schneble | GER  | 2:28.10 |

### Vrouwen
| rang   | naam                   | land | tijd    |
| ------ | ---------------------- | ---- | ------- |
| Goud   | Jelena Tichonova       | RUS  | 2:39.52 |
| Zilver | Annemette Jensen       | DEN  | 2:41.17 |
| Brons  | Maja Neuenschwander    | SUI  | 2:44.23 |
| 4      | Nili Abramski          | ISR  | 2:46.46 |
| 5      | Katerina Stetsenko     | UKR  | 2:47.14 |
| 6      | Bernadette Meier       | SUI  | 2:47.56 |
| 7      | Gulnara Vygovskaya     | RUS  | 2:48.51 |
| 8      | Ulrike Hoeltz          | GER  | 2:51.47 |
| 9      | Natalia Pinho          | POR  | 2:52.09 |
| 10     | Oksana Kouzmicheva     | RUS  | 2:52.16 |
| 11     | Susanne Gries          | SUI  | 2:53.47 |
| 12     | Ivana Martincova       | TCH  | 2:54.29 |
| 13     | Stéphanie Vollenweider | SUI  | 2:55.41 |
| 14     | Carolina Reiber        | SUI  | 2:57.33 |
| 15     | Katrin Kläsi           | SUI  | 2:57.48 |

2003 ·
2004 ·
2005 ·
2006 ·
2007 ·
2008 ·
2009 ·
2010 ·
2011 ·
2012 ·
2013 ·
2014 ·
2015 ·
2016 ·
2017